# Cratere Boznańska
Boznańska  è un cratere sulla superficie di Mercurio.